# 만권당
만권당(萬卷堂)은 고려 충선왕(忠宣王)이 원나라의 수도인 대도(베이징)에 지은 독서당(讀書堂)이다. 
충숙왕 1년(1314년)에 충선왕이 건립하였으며, 고금의 많은 진서(珍書)를 수집하여 학문을 연구하게 하던 학술 연구기관이다. 충선왕은 본국으로부터 이제현을 부르고, 원의 유명한 학자 조맹부(趙孟頫) · 염복(閻復) · 우집(虞集) · 요수(姚燧) 등을 초청, 함께 경사(經史)를 연구 토론하게 하였다. 이에 고려와 원나라 양국의 문예가 많이 교류되었다.
일설에는 만권당의 이칭이 제미기덕통소개(濟美基德痛掃漑)인 것을 두고, 몽골어와 티베트어에서 음차해 만든 어휘로 'jimy-ig-tei(입을 다물다) 'tun'(명상하다) 'suu-gai'(앉아있다)'라는 것을 두고 고려식의 불교 참선방을 말한 것이라는 주장도 있다>